# Ракеш Шарма
Шарма Ракеш (гінді राकेश शर्मा, англ. Sharma Rakesh; нар. 13 січня 1949) — перший космонавт Республіки Індія, підполковник ВПС, Герой Радянського Союзу (1984).

## Біографія
Народився 13 січня 1949 року в місті Патіяла, штат Пенджаб.
Навчався у Нізамському коледжі (військове льотне училище) в місті Хайдерабад, штат Андхра-Прадеш. У 1970 році закінчив Національну академію оборони.
Учасник двотижневої індо-пакистанської війни 3-17 грудня 1971 року. Здійснив 21 бойовий виліт на винищувачі МіГ-21. Після закінчення Бангалорської школи льотчиків-випробувачів, продовжив службу, налітав понад 1600 годин на різних типах літаків.
Після ретельного відбору 11 вересня 1982 року командир ескадрильї майор Ракеш Шарма був обраний одним з двох кандидатів для радянсько-індійського космічного польоту. Після проходження передпольотної підготовки в Центрі підготовки космонавтів імені Ю. О. Гагаріна в жовтні 1983 року був включений до складу основного екіпажу космічного корабля «Союз Т-11».
Після повернення на батьківщину продовжував військову службу. Обіймав посаду головного льотчика-випробувача ВПС в корпорації «Хіндустан Аєронаутикс» в місті Бомбей.
У 2001 році підполковник Р. Шарма вийшов у відставку. До 2011 року працював головним радником компанії Parametric Technology Corporation в місті Бенґалуру.

## Космічний політ
Космічний політ Р. Шарма здійснив на космічному кораблі «Союз Т-11» і орбітальному комплексі ОС «Салют-7» — КК «Союз Т-10» з 3 по 11 квітня 1984 року як космонавт-дослідник у складі міжнародного екіпажу разом з командиром екіпажу Ю. В. Малишевим і бортінженером Г. М. Стрекаловим.
5 квітня 1984 року КК «Союз Т-11» здійснив стикування з орбітальним комплексом, на якому перебував екіпаж 3-ї основної експедиції (командир Л. Д. Кизим, бортінженер В. О. Соловйов, космонавт-дослідник О. Ю. Атьков).
По закінченню програми польоту радянсько-індійський екіпаж відвідування на КК «Союз Т-10» повернувся на Землю.
Тривалість польоту склала 7 діб 21 година 40 секунд.

## Нагороди
Указом Президії Верховної Ради СРСР від 11 квітня 1984 року за успішне здійснення міжнародного космічного польоту й виявлені при цьому мужність і героїзм космонавту-досліднику громадянину Республіки Індія Шармі Ракешу присвоєне Героя Радянського Союзу з врученням ордена Леніна і медалі «Золота Зірка» (№ 11510).
Нагороджений орденом Леніна (11.04.1984), двома індійськими орденами «Ашока Чакра» (1971 и 1984), російськими медалями «За укріплення бойової співдружності» (2007) та «За заслуги в освоєнні космосу» (12.04.2011).